# 臺灣總督府殖產局
臺灣總督府殖產局，簡稱殖產局，是設置於臺灣總督府的內部部局，負責調查及開發台灣的物產，包括農業、工業、商業、漁業、林業和礦業等。殖產局的組織經多次調整，從殖產部、殖產課發展至殖產局，之後再改組為米穀局、農商局和鑛工局；並管理多個物產檢查所、養成所和試驗場等單位。

## 概要
台灣總督府於1895年（明治28年）5月成立時，在民政局下設置殖產部，為殖產局的前身。1897年（明治30年）11月廢除殖產部，改為民政局殖產課。1901年（明治34年）11月設置民政部殖產局。1919年廢止民政部，成為台灣總督府殖產局。
殖產局在戰時經多次改組，殖產局米穀課和米穀檢查所於1939年（昭和14年）7月獨立為米穀局（1942年改稱食糧局）。殖產局於1943年（昭和18年）12月改組為農商局和鑛工局，而食糧局改編至農商局下的食糧部。

## 沿革
- 1895年（明治28年）
  - 05月 - 台灣總督府民政局下成立殖産部。設置農務課、商工課[1]。
- 1896年（明治29年） - 設置農商課、拓殖課、林務課、鑛務課。
- 1897年（明治30年）11月 - 殖産部廢止[2]，改為民政局殖産課。
- 1898年（明治31年）06月 - 民政局改為民政部。
- 1901年（明治34年）11月11日 - 民政部下成立殖産局[3]。設置農商課、拓殖課、權度課。
- 1902年（明治35年）6月17日- 台灣總督府下設置臨時台湾糖務局[4]。
- 1905年（明治38年） - 局下有農商課、林務課、鑛務課、權度課，共四課。
- 1908年（明治41年）7月19日 - 局下有農務課、商工課、林務課、鑛務課、權度課，共五課。
- 1910年（明治43年）
  - 5月22日 - 新增三課，局下有庶務課、農務課、商工課、林務課、鑛務課、權度課、林野調査課、移民課，共八課。
- 1911年（明治44年）
  - 10月16日 - 廢止臨時台灣糖務局[5]、設置殖産局「糖務課」，局下共九課。
- 1915年（大正4年） - 林野調査課改稱為「林野整理課」。
- 1919年（大正8年）4月1日 - 廢除移民課，局下有庶務課、農務課、糖務課、林務課、鑛務課、商工課、水産課、林野整理課，共八課。
  - 08月20日 - 廢止民政部，成為台灣總督府殖産局[6]。局下有庶務課、農務課、糖務課、鑛務課、商工課、水産課，共六課。
- 1920年（大正09年）09月1日 - 局下有庶務課、農務課、糖務課、林務課、鑛務課、商工課、水産課，共七課。執掌「營林所」。
- 1921年（大正10年）08月5日 - 執掌度量衡所。

- 1924年（大正13年）12月25日 - 糖務課改為「特產課」，廢除庶務課、鑛務課和水產課， 局下有農務課、特産課、山林課、商工課，共四課。
- 1926年（大正15年）10月12日 - 局下有農務課、特産課、山林課、商工課、鑛務課、水産課，共六課。
- 1939年（昭和14年）07月1日 - 部分農務課與商工課獨立為米穀局。
- 1941年（昭和16年） - 新增「物價調整課」，局下有農務課、特産課、山林課、商工課、鑛務課、水産課、物價調整課，共七課。
- 1942年（昭和17年）11月 - 局下有總務課、農務課、商政課、山林課、鑛務課、水産課，共六課。營林所改稱為「山林事務所」。
- 1943年（昭和18年）12月 - 殖産局改編、設置農商局（農務課、水産課、山林課、商政課）、鑛工局（總務課、工業課、勞政課、鑛務課、電力課、土木課）。食糧局改編為農商局下的食糧部（經理課、米穀課、食品課、食糧部事務所）。
- 1944年（昭和19年）05月 - 於鑛工局設置地質調査所。

## 職官列表

### 殖產局長
| 任次 | 肖像 | 姓名 (生–卒)           | 在任時間       | 在任時間       | 備註 |
| ---- | ---- | ---------------------- | -------------- | -------------- | --- |
| 1    |      | 高田元治郎 (？–？)     | 1919年8月20日  | 1921年9月17日  | 1.1919年8月20日局內組織分為庶務課、農務課、糖務課、礦務課、商工課與水產課。 2.1920年9月1日增設林務課。 3.1921年8月5日設立度量衡所。 |
| 2    |      | 川崎卓吉 (1871–1936)   | 1921年9月17日  | 1922年4月1日   | |
| 3    |      | 喜多孝治 (1878–1934)   | 1922年4月1日   | 1924年12月23日 | |
| 4    |      | 片山三郎 (1879–？)     | 1924年12月23日 | 1927年7月27日  | 1.1924年12月25日局內組織改分為農務課、特產課（由糖務課改組）、山林課與商工課。 2.1926年10月12日增設水產課與礦務課。                 |
| 5    |      | 高橋親吉 (1883–？)     | 1927年7月27日  | 1928年7月21日  | |
| 6    |      | 內田隆 (1879–1963)     | 1928年7月21日  | 1929年8月10日  | |
| 7    |      | 百濟文輔 (1883–1952)   | 1929年8月10日  | 1931年5月8日   | |
| 8    |      | 殖田俊吉 (1890–1960)   | 1931年5月8日   | 1933年8月4日   | |
| 9    |      | 中瀨拙夫 (1884–1969)   | 1933年8月4日   | 1936年10月16日 | |
| 10   |      | 田端幸三郎 (1886–1963) | 1936年10月16日 | 1939年12月27日 | 1939年7月1日起兼任米穀局長。 |
| 11   |      | 松岡一衛 (1891–？)     | 1939年12月27日 | 1941年5月14日  | 1941年1月8日增設物價調整課。 |
| 12   |      | 石井龍豬 (1897–1950)   | 1941年5月14日  | 1942年10月14日 | 1942年7月1日度量衡所改隸專賣局。 |
| 13   |      | 須田一二三 (1899–1951) | 1942年10月14日 | 1943年12月1日  | 1942年11月1日局內組織改分為總務課、商政課、礦務課、農務課、山林課與水產課。                                                         |

#### 附註
1. ↑  原民政部殖產局長。
2. ↑  原警務局長。
3. ↑  改任愛知縣名古屋市長。
4. ↑  原總督官房秘書課長。
5. ↑  改任臺南州知事。
6. ↑  原農商務省水產局魚政課長。
7. ↑  改任臺南州知事。
8. ↑  原高雄州知事。
9. ↑  改任臺北州知事。
10. ↑  原奈良縣知事。
11. ↑  原拓務省殖產局長。
12. ↑  改任關東廳（日语：関東庁）財務局長。
13. ↑  原臺北州知事。
14. ↑  原專賣局長。
15. ↑  改任臺灣電力株式會社副社長。
16. ↑  原臺中州知事。
17. ↑  原內務局長。
18. ↑  原企劃部長。
19. ↑  改任農商局長。

### 米穀局長
| 任次 | 肖像 | 姓名 (生–卒)           | 在任時間       | 在任時間       | 備註             |
| ---- | ---- | ---------------------- | -------------- | -------------- | ---------------- |
| 1    |      | 田端幸三郎 (1886–1963) | 1939年7月1日   | 1939年12月27日 | 以殖產局長兼任。 |
| 2    |      | 山本真平 (1893–？)     | 1939年12月27日 | 1941年5月14日  |                  |
| 3    |      | 奧田達郎 (1898–？)     | 1941年5月14日  | 1942年11月1日  |                  |

#### 附註
1. ↑  原總督官房人事課長。
2. ↑  原臺中州知事。
3. ↑  改任食糧局（日语：台湾総督府食糧局）長。

### 食糧局長
| 任次 | 肖像 | 姓名 (生–卒)       | 在任時間      | 在任時間      | 備註 |
| ---- | ---- | ------------------ | ------------- | ------------- | ---- |
| 1    |      | 奧田達郎 (1898–？) | 1942年11月1日 | 1943年3月29日 |      |
| 2    |      | 中平昌 (1900–1985) | 1943年3月29日 | 1943年12月1日 |      |

#### 附註
1. ↑  原米穀局（日语：台湾総督府食糧局）長。
2. ↑  改任國土局長。
3. ↑  原專賣局總務課長。
4. ↑  改任農商局食糧部長。

### 農商局長
| 任次 | 肖像 | 姓名 (生–卒)           | 在任時間      | 在任時間       | 備註 |
| ---- | ---- | ---------------------- | ------------- | -------------- | ---- |
| 1    |      | 須田一二三 (1899–1951) | 1943年12月1日 | 1945年10月25日 |      |

#### 附註
1. ↑  原殖產局長。

### 食糧部長
| 任次 | 肖像 | 姓名 (生–卒)           | 在任時間       | 在任時間       | 備註                          |
| ---- | ---- | ---------------------- | -------------- | -------------- | ----------------------------- |
| 1    |      | 中平昌 (1900–1985)     | 1943年12月1日  | 1944年12月16日 | 1944年8月26日起兼任專賣局長。 |
| 2    |      | 松野孝一 (1905–1967)   | 1944年12月16日 | 1945年8月8日   |                               |
| 3    |      | 須田一二三 (1899–1951) | 1945年8月8日   | 1945年10月25日 | 農商局長兼任。                |

#### 附註
1. ↑  原食糧局長。
2. ↑  原農商局農務課長。
3. ↑  改任交通局遞信部長。

### 礦工局長
| 任次 | 肖像 | 姓名 (生–卒)         | 在任時間      | 在任時間       | 備註                          |
| ---- | ---- | -------------------- | ------------- | -------------- | ----------------------------- |
| 1    |      | 森部隆 (1894–1965)   | 1943年12月1日 | 1945年1月12日  |                               |
| 2    |      | 森田俊介 (1899–1980) | 1945年1月12日 | 1945年10月25日 | 兼任文教局長至1945年2月28日。 |

#### 附註
1. ↑  原總務局（日语：台湾総督府総務局）長。

## 附屬機構

### 常設機構

#### 移民指導所
為管理移民村事務，1910年2月9日於花蓮港廳花蓮港區荳蘭社成立移民指導所，同年6月28日復於臺東廳卑南區馬蘭社設立移民指導所。之後陸續於花蓮港廳轄下花蓮港區豐田村（1913年4月15日）與鳳林區林田村（1914年2月15日）增設移民指導所，各所長則由花蓮港廳長或臺東廳長兼任。
- （荳蘭移民指導所→）吉野村移民指導所（花蓮港廳花蓮港區吉野村，1917年3月31日廢止）
- （卑南移民指導所→）旭村移民指導所（臺東廳卑南區旭村，1916年2月10日廢止）
- 豐田村移民指導所（花蓮港廳花蓮港區豐田村，1918年3月31日廢止）
- 林田村移民指導所（花蓮港廳鳳林支廳鳳林區林田村，1918年3月31日廢止）

#### 商品陳列館
1917年6月10日於臺北苗圃內設立商品陳列館，1942年4月16日改稱產業館。各地方政府亦各自設有商品陳列館。
- （商品陳列館→）產業館（臺北州臺北市南門町，今國立歷史博物館）

#### 養蠶所
最初於1909年在南投廳南投堡大庄，與台中廳軍功寮庄設立「天蠶試育場」。1913年12月設立於台北廳頂內埔庄設立養蠶所，負責蠶種的檢查、取締、製造、供給，以及相關試驗和調查。
養蠶所（台北市富田町328番地）
- - 基隆出張所（基隆合同廳舍構內）
  - 竹東出張所（竹東郡役所構內）
  - 竹南出張所（竹南郡役所構內）
  - 苗栗出張所（苗栗郡役所構內）
  - 大湖出張所（大湖郡役所構內）
  - 埔里出張所（能高郡役所構內）
  - 屏東出張所（屏東郡役所構內）

- 東勢野蠶育種出張所（1940年設立）

#### 獸疫血清製造所

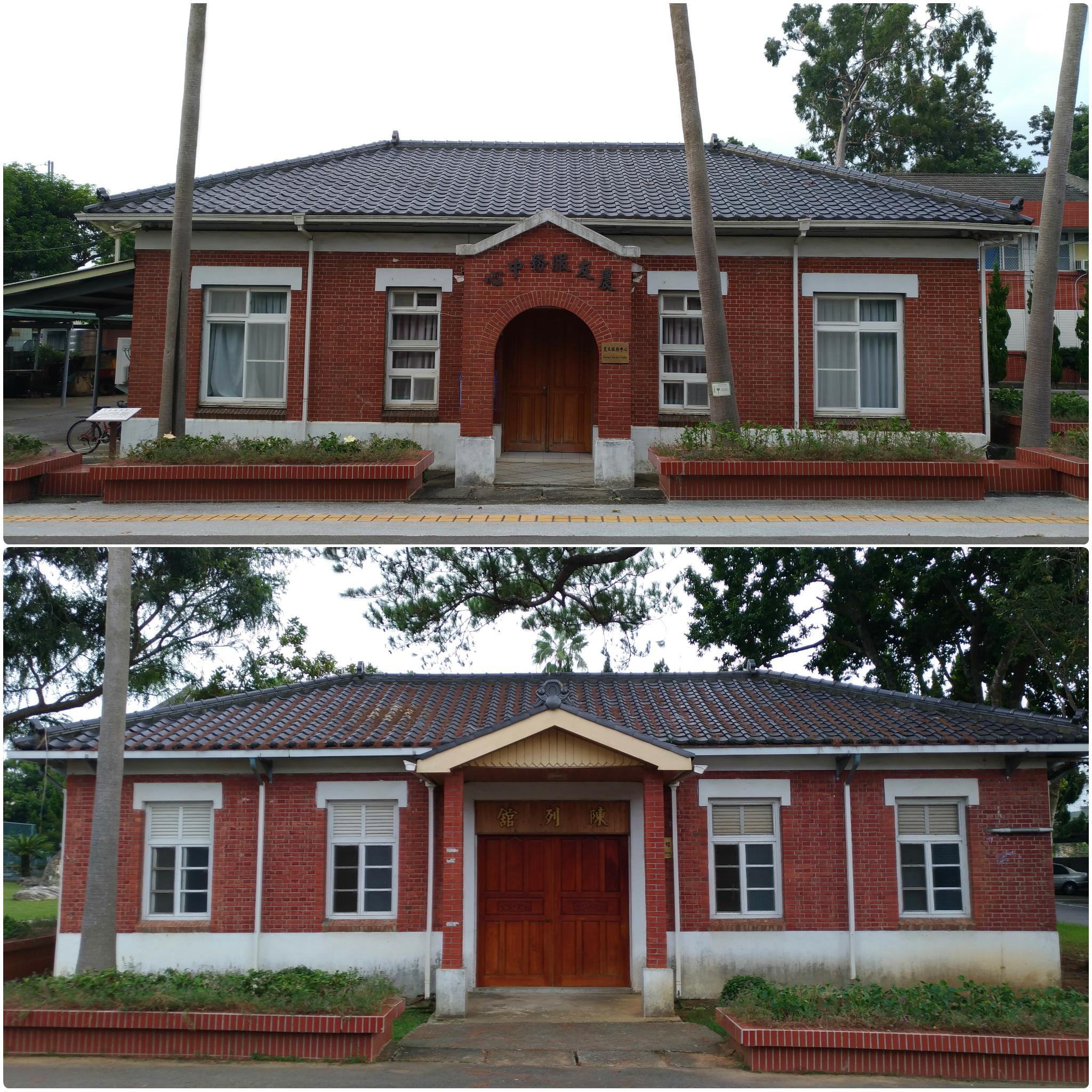
原蔗苗養成所及陳列館

1905年，設立阿緱廳附屬牛疫血清作業所。1912年在台北樺山町設置殖產局附屬獸疫血清作業室，專門製造牛疫血清；而屏東的作業所製造豬瘟血清，並調查家畜傳染病。1919年兩者合併為殖產局附屬獸疫血清製造所，屏東的原作業室編為屏東支所。疫情減緩後，於1922年廢除屏東支所。1931年，遷至淡水街淡水字砲台埔79番地。今 農委會家畜衛生試驗所。

#### 蔗苗養成所
1913年9月於台中新社成立蔗苗養成所，1915年改為大南庄、后里蔗苗養成所，負責優良種苗的育成和供應。隨著台灣東部的糖業開發，1921年設立東部蔗苗養成所。
- 大南庄蔗苗養成所（東勢郡新社庄大南字大南109番地，今 農委會種苗改良繁殖場）
- 后里庄蔗苗養成所
- 東部蔗苗養成所（鳳林郡鳳林街林田102番地）

#### 苗圃
- 台北苗圃（現台北植物園）
- 暖暖苗圃
- 六塊厝苗圃（1913年至1935年）
- 汐止苗圃（1924年至1945年）

#### 包蓆草苗圃
1921年設立，1923年廢止。
- 台南包蓆草苗圃（新豐郡仁德庄）
- 嘉義包蓆草苗圃（嘉義郡嘉義街）
- 屏東包蓆草苗圃（屏東郡屏東街）

#### 熱帶纖維植物苗圃
1921年設立，從事熱帶纖維植物的栽培與試驗，1923年廢止。
- 熱帶纖維植物苗圃（屏東郡里港庄）

#### 石花菜檢查所
基隆、澎湖兩地於1908年設置石花菜檢查所，石花菜在出口前須經海關檢查登記。1910年以前，石花菜有半數出口至中華民國，而1911年後取消出口，改為移出日本，主要送往神戶等地。石花菜檢查所於1944年2月廢止。
- 基隆內地移出石花菜檢查所
- 澎湖內地移出石花菜檢查所
- 宜蘭內地移出石花菜檢查所（1912年）

#### 米穀檢查所
為了對米的販售有統一標準，最初在1904年於台北、基隆，1905年在安平、打狗設置內地移米檢查所，由地方政府管轄。1908年改由殖產局直接管轄，於各地設立米穀檢查所和出張所，以及指定存放的農業倉庫；針對米的品質、乾燥、粒形、色澤、製造，分為一至四等，並在包裝上標註等級和產地。1913年將內地移出米檢查所和出張所統一名稱為「米穀檢查所」。
- 台北內地移出米檢查所（1904年）
- 基隆內地移出米檢查所（1904年）
- 台中內地移出米檢查所（1909年）
- 彰化內地移出米檢查所（1909年）
- 嘉義內地移出米檢查所（1908年）
- 其他內地移出米檢查所出張所

米檢查業務於1920年由由各州接管，1921年全臺曾多達30處米穀檢查所。1924年修改米檢查規則，米檢查業務再度由總督府施行，在總督府內設立米穀檢查所，在基隆、宜蘭、台北、桃園、中壢、新竹、大甲、豐原、台中、彰化、員林、斗南、嘉義、台南、高雄、屏東、旗山、潮州設立出張所，共計18處。米穀檢查出張所於1935年改制為五處支所和轄下十處出張所。1939年改隸於米穀局，米穀檢查所改稱為米穀事務所，並增設花蓮港和台東事務所，以及苗栗、新營、東港、玉里出張所。
米穀檢查所
- - 基隆支所
    - 宜蘭出張所
    - 台北出張所

  - 新竹支所
    - 桃園出張所
    - 中壢出張所

  - 台中支所
    - 清水出張所
    - 彰化出張所
    - 員林出張所

  - 嘉義支所
    - 斗六出張所
    - 台南出張所

  - 高雄支所
    - 屏東出張所

#### 植物檢查所
在香蕉、鳳梨、柑橘等農產品出口支前，需經過殖物檢查所，避免外地病菌蟲害的輸入。1921年開始在台灣各地設置植物檢查所。
植物檢查所（台北市樺山町）
- - 基隆分所（基隆市明治町）
    - 檢查員詰所（基隆港舊岸壁第二第三上家）

  - 新竹分所（新竹市榮町）
    - 新埔派出所（新竹郡新埔庄）

  - 員林分所（員林郡員林街）
    - 永靖派出所（員林郡永靖庄）
    - 台中派出所（台中市楠町）

  - 台南分所（台南市大正町）
  - 高雄分所（高雄市新濱町）
    - 屏東派出所（屏東市小川町）

  - 花蓮港分所（花蓮港市米崙）

#### 帽子檢查所
1911年5月公布《台灣帽子檢查規則》，以提升帽子輸出的品質，帽子出口的主要品項有大甲帽、巴拿馬帽（林頭帽、紙帽）。在大正年間由於產量大增，1926年將吂子檢查制度移給各州辦理。而1938年3月公告《臺灣總督府帽子檢查所規程》，檢查業務回歸殖產局，規範出口帽子的檢查及管制，設置一帽子檢查所，和九處出張所，所內設有商品陳列室。
帽子檢查所（殖產局工商課內）
- - 台北出張所（台北市）
  - 基隆出張所（基隆市）
  - 新竹出張所（新竹市）
  - 苑裡出張所（苗栗郡苑裡庄）
  - 大甲出張所（大甲郡大甲街）
  - 清水出張所（大甲郡清水街）
  - 彰化出張所（彰化市）
  - 台南出張所（台南市）
  - 高雄出張所（高雄市）

#### 肥料檢查所
隨著台灣農業發展，肥料用量逐漸增加。為了管制市場上的肥料品質，1927年實施肥料檢查，執行肥料的檢查和取締。設有一檢查所和八處出張所。
肥料檢查所（台北市東門町）
- - 基隆出張所（基隆市明治町）
  - 新竹出張所（新竹州廳構內）
  - 台中出張所（台中州廳構內）
  - 台南出張所（台南州廳構內）
  - 高雄出張所（高雄市新濱町）
  - 台東出張所（台東廳構內）
  - 花蓮港出張所（花蓮港廳構內）
  - 澎湖出張所（澎湖廳構內）

#### 茶檢查所
1923年6月實施茶檢查，設立茶檢查所，以控管茶葉品質，並試圖拓展國際銷售的通路。檢查項目分為品質（粉茶、莖茶、茶頭、乾燥、夾雜物、著色、其他）和包裝（茶箱、茶鉛、外裝），依檢查結果分為合格或不合格，優良者在包裝上另有優良茶證明證印。茶檢查所位於台北市港町二丁目三番地。

#### 茶業傳習所
茶業傳習所於1929年設立於台北州新莊郡林口庄菁埔字東湖128番地，招募傳習生，並教授茶業相關知識和技能。1945年4月廢止。

#### 鳳梨種苗養成所
1926年於高雄大樹設立鳳梨種苗養成所，1929新設養成所於萬丹。1940年新設鳳山鳳梨種苗養成所，並廢除位於萬丹的養成所。
- 鳳山鳳梨種苗養成所（鳳山街215番地）
- 萬丹鳳梨種苗養成所（萬丹庄）
- 大樹鳳梨種苗養成所（大樹庄九曲堂5番地）

#### 農產物罐詰檢查所
1927年設立，負責輸出移出的農產物罐頭檢查，檢查項目為其包裝、標示、內容物和品質等項目，1943年3月廢止。
農產物罐詰檢查所（殖產局特產課內）
- - 基隆支所（合同廳舍—基隆市明治町一丁目10番地）
  - 高雄支所（高雄市苓雅寮38番地）

#### 水產試驗場
1929年11月16日設立水產試驗場，同時設立基隆及臺南支場。1941年12月20日自殖產局獨立。
水產試驗場（基隆市社寮町）
- - 台南支所（臺南市上鯤鯓）
  - 高雄支所（高雄市戲獅甲，1940年設立）

- 水產講習所（基隆市濱町，1936年設立）

#### 營林所
營林所原為營林局，在1920年改隸屬於殖產局，由殖產局長兼任營林所長。營林所下設嘉義、八仙山、羅東三出張所，和羅東、坪林、南庄、大湖、新社、甲仙、恆春、魚池樟林作業所，以及林業試驗場嘉義、恒春二支場。而林業試驗場於1921年併入中央研究所。1926年營林所的出張所與樟林作業所改組為以下八處出張所，辦理各地區林產處分及造林事宜。1943年營林所裁撤，造林業務及各出張所回歸殖產局山林課。
營林所（總督府構內）
- - 台北出張所（營林所構內）
  - 羅東出張所（羅東街）
  - 新竹出張所（新竹市）
  - 台中出張所（豐原街）
  - 嘉義出張所（嘉義市）
  - 旗山出張所（旗山街）
  - 恒春出張所（恆春街）
  - 東部出張所（花蓮港街）

#### 台灣物產介紹所
1933年於東京成立台灣物產介紹所，之後陸續在大連、大阪、上海也成立台灣物產介紹所。台灣物產介紹所於1942年改稱台灣經濟事務所。
- 東京台灣物產介紹所（東京市麴町區）
- 大連台灣物產介紹所（大連市浪速通）
- 大阪台灣物產介紹所（大阪市北區）
- 上海台灣物產介紹所（中華民國上海泗經路）

#### 葉製樟腦林作業所
1905年於台中新社、苗栗三義設置葉製樟腦林作業所，實施樟樹造林計畫，以增加樟腦原料供給。之後陸續宜蘭羅東也成立樟腦林作業所。並在嘉義設立樟樹林獎勵樟苗養成所。1911年後將業務交給專賣局。
- 新社葉製樟腦林作業所
- 三叉河葉製樟腦林作業所
- 羅東葉製樟腦林作業所

#### 砂防造林業所
- 砂防造林八卦山作業所（1914年至1918年）

#### 殖林所
- 旗山殖林所（旗山郡美濃庄）

### 併入內務局

#### 博物館
1908年10月24日成立博物館，1920年10月9日改隸內務局管轄。

### 併入專賣局

#### 度量衡所
1921年8月2日度量衡業務由商工課獨立為度量衡所，1942年6月24日改隸專賣局管轄。
度量衡所（臺北州臺北市文武町，今總統府右前方停車場）
- - 台南分室（臺南州臺南市北門町，今經濟部標準檢驗局臺南分局）

### 併入中央研究所

#### 種畜場
種畜場於1905年設立在恆春支廳，於1909改隸於殖產局，負責處產品種的改良、繁殖、育成和供給。1921年改隸於中央研究所農業部，改稱恆春種畜分所。種畜場位於今畜產試驗所恆春分所墾丁牧場。
- 種畜場（高雄州恆春郡恆春庄）

#### 糖業試驗場
1903年在臺南廳大目降設立甘蔗試作場，1906改為糖業試驗場，1921年併入屬臺灣總督府中央研究所。並在1932年遷至台南市生產路現址。

#### 林業試驗場
1901於恆春設立'''恒春熱帶植物殖育場'''，1911年在台北市南門町成立'''林業試驗場後'''，恆春的殖育場改為林業試驗所恒春支場。中埔支所的前身為1908年設立的嘉義護謨苗圃。
林業試驗所（台北州七星郡士林庄）
- - 蓮華池支所（台中州新高郡魚池庄蓮華池）
  - 中埔支所（台南州嘉義郡中埔庄竹頭崎）
  - 恆春支所（高雄州恆春郡恆春街鵝鑾鼻）
  - マリブル（麻里霧）支所（台東廳台東郡蕃地マリブル社）

#### 園藝試驗場
園藝試驗場（台北州七星郡士林庄）
- - 嘉義支場（台南州嘉義郡嘉義街）

#### 茶樹栽培試驗場
最初於1903年在桃園聽成立安平鎮製茶試驗場，1910年更名為安平鎮茶樹栽培試驗場，1921年併入中央研究所的平鎮茶葉試驗支所。
- 茶樹栽培試驗場（新竹州中壢郡平鎮庄）

### 1937年後設立

#### 天然瓦斯研究所
1935年成立於新竹市，戰後作為聯合工業研究所。
- 天然瓦斯研究所（新竹市赤土崎，原址位於國立陽明交通大學內）

#### 種馬所
1937年在花蓮吉野設立種馬所，現址為畜產試驗所花蓮繁殖場。
- 種馬所（花蓮港廳吉野庄吉野村）

#### 種馬牧場
1940年在台南新化設立種馬牧場，除了提供馬匹作為運輸用途，主要提供日本本國馬匹汰換、以及戰場騎乘及運輸使用。現址為農委會畜產試驗所。
- 種馬牧場（新化郡新化街茄拔林）

#### 棉作指導所
為確保日本帝國棉花供應，1937年在台南設立棉作指導所，負責棉花種子培育，相關耕作與病蟲害調查，1940年設立東部棉作指導所。
- 西部棉作指導所（台南市竹篙厝，廳舍位於臺南州立農事試驗場辦公廳舍隔壁）
- 東部棉作指導所（台東街寶町）[9]

#### 熱帶特用樹種栽培事務所
1930年1月設立，1942年併入山林事務所。
- 熱帶特用樹種栽培事務所（屏東市瑞穗町77番地）

#### 森林治水事務所
殖產局山林課為了選定治水造林區域和規劃治水工程，自1936年開始舉辦森林治水調查。於1940年成立淡水河、濁水溪、曾文溪森林治水事務所。以造林為主要目的，但無興建防砂壩的計畫。1942年1月，濁水溪森林治水事務所改為台中森林治水事務所，將原本竹山郡的管理範圍擴大至大屯、彰化、大甲、豐原郡，並增設下淡水溪森林治水事務所。1942年，森林治水事務所、熱帶特用樹種栽培事務所合併為山林事務所。
- 淡水河森林治水事務所（文山郡新店庄）
- 濁水溪森林治水事務所（台中市頂橋子頭）
- 曾文溪森林治水事務所（原位於台南市三分子，1941年遷至台南市清水町一丁目46番地）
- 下淡水溪森林治水事務所

#### 山林事務所
1942年，合併森林治水事務所、熱帶特用樹種栽培事務所所成立，1943年12月廢止。
- 台北山林事務所（台北市錦町7番地）
  - 礁溪支所
  - 新店支所
- 羅東山林事務所（羅東郡羅東街竹林200番地）
  - 太平山支所
- 新竹山林事務所（新竹市表町二丁目6番地）
  - 南庄支所
  - 大湖支所
  - 大溪支所
- 台中山林事務所（台中市頂橋子頭）
  - 草屯支所
  - 豐原支所
- 埔里山林事務所（能高郡埔里街埔里字梅子腳166番地）
  - 水裡坑支所
- 嘉義山林事務所（嘉義市檜町三丁目18番地）
  - 阿里山支所
- 台南山林事務所（台南市清水町一丁目46番地）
  - 玉井支所原台南山林事務所
- 高雄山林事務所（屏東市瑞穗町77番地）
  - 旗山支所
  - 恆春支所
- 花蓮港山林事務所（花蓮港市北濱40番地）
  - 玉里支所

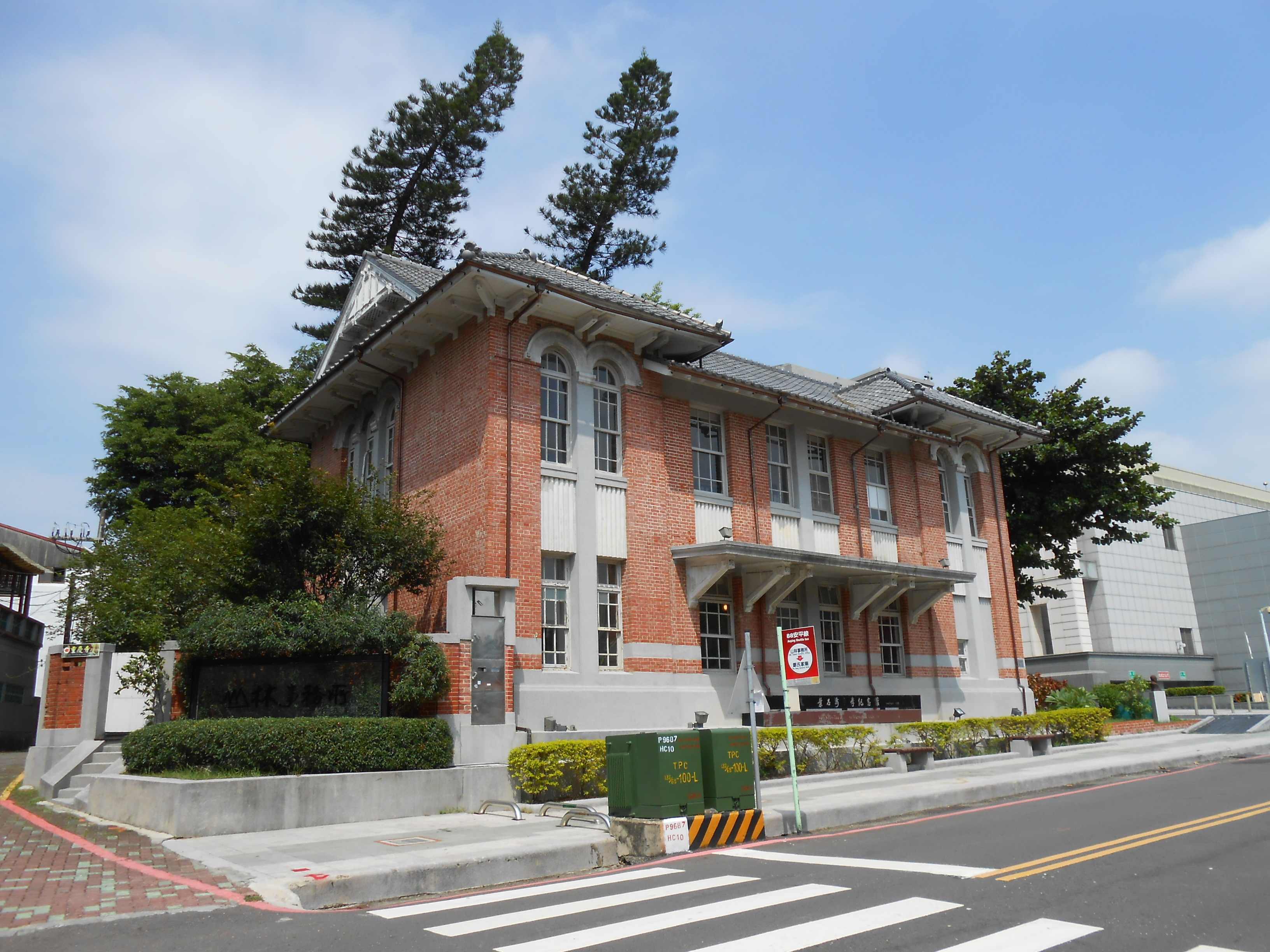
原台南山林事務所

- 台東山林事務所（台東郡台東街台東542番地）

#### 林產檢查所
1942年7月成立，負責木材的檢查與研究，1944年5月廢止。
- 臺北林產物檢查所（台北市錦町7番地）
  - 台北檢查員駐在所
  - 羅東檢查員駐在所
- 新竹林產物檢查所（新竹市表町二丁目6番地）
  - 新竹檢查員駐在所
  - 竹東檢查員駐在所
- 臺中林產物檢查所（豐原郡豐原街下南坑）
  - 豐原檢查員駐在所
  - 水裡坑檢查員駐在所
- 臺南林產物檢查所
  - 嘉義檢查員駐在所
- 高雄林產物檢查所（高雄州廳內）
  - 高雄檢查員駐在所
- 花蓮港林產物檢查所（花蓮港市北濱40番地）
  - 花蓮港檢查員駐在所
  - 萬里橋檢查員駐在所
  - 池南檢查員駐在所
  - 玉里檢查員駐在所
- 臺東林產物檢查所（台東郡台東街台東542番地）
  - 台東檢查員駐在所

#### 熱地農業技術鍊成所
熱地農業技術鍊成所設立於1942年，為因應企業和軍隊在南方農業資源開發的需求，訓練本島青年在南方生活上所需的技術和精神。招收18至35歲且小學畢業的男性，名額為590名。
- 第一鍛鍊場（西部棉作指導所內）
- 第二鍛鍊場（農業試驗所內）
- 第三鍛鍊場（嘉義農業試驗支所內）
- 第四鍛鍊場（鳳山熱帶園藝試驗支所內）
- 第五鍛鍊場（台北州立農事試驗場內，今 台大醫院新館）

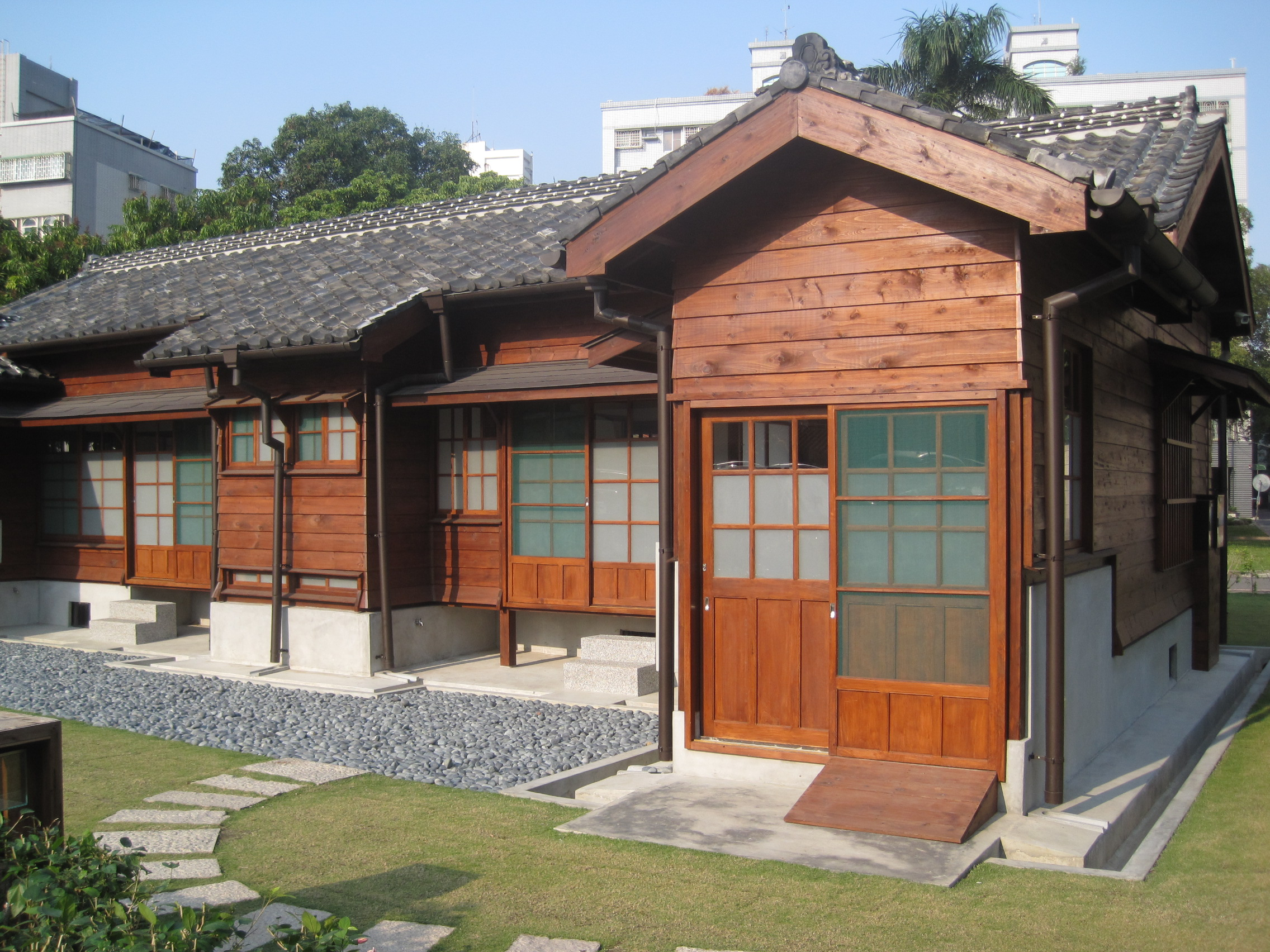
原臺南州立農事試驗場宿舍

- 第六鍛鍊場（新竹州立農事試驗場內）
- 第七鍛鍊場（台中州立農事試驗場內）
- 第八鍛鍊場（台南州立農事試驗場內）原臺南州立農事試驗場宿舍
- 第九鍛鍊場（高雄州立農事試驗場內）

#### 蓖麻種子育成所
1929年5月設立，最初位於台東郡卑南庄庄初鹿，1941年8月遷至台東街。
- 台東街寶町300番地

#### 藥用作物種苗養成所
1943年5月設立，1944年10月併入特用作物種苗養成所。
- 藥用作物種苗養成所（台東街寶町300番地）

#### 特用作物種苗養成所
1944年10月成立，從事蓖麻種子和藥用作物的養成。
- 西部特用作物種苗養成所（鳳山街）
- 東部特用作物種苗養成所（台東街寶町300番地）

#### 拓士道場
拓士道場於1941年設立，招募未滿25歲的男性，為了去南洋發展作準備，教授其皇民精神，以及南方的農業及殖民等知識。而地方政府在鳳林跟台東也有設立拓士道場。道場的訓練分為本科、精鍊科和特修科，本科招收農業學校畢業者，訓練期間為一年；精鍊科的訓練期間也是一年，特修科則是三至六個月。
- 拓士道場（北斗郡北斗街，今農委會彰化種畜繁殖場）

#### 蔬菜採種場
1943年12月公告《台灣總督府蔬菜種場規程》，目的為增產蔬菜，以儘量提高供給量；因當時物資缺乏，而且種子輸入不易。蔬菜採種場制定了三年計畫，預計有70甲的生產面積，一年收成兩次。地點選定阿里山事業區林班地，因其海拔較高，適合種植溫帶蔬菜，計畫栽種馬鈴薯、白蘿蔔和十字科蔬菜。最初地點位於阿里山鄉湖底，1944年改為大南蔬菜採種場。
- 蔬菜採種場（台南州嘉義郡蕃地ララウヤ社）
- 大南蔬菜採種場（東勢郡新社庄大南字大南）